# كاثرين هيوز
كاثرين هيوز (بالإنجليزية: Kathryn Hughes)‏ هي صحفية ومؤرخة بريطانية، ولدت في 1959 في المملكة المتحدة.